# Gene Lockhart
Edwin Eugene Lockhart (født 18. juli 1891, død 31. marts 1957) var en canadisk-amerikansk karakterskuespiller, sanger og dramatiker. Han skrev også teksterne til en række populære sange. Han blev en amerikansk statsborger i 1939.